# Брюшинная
Брюшинная — река в России, протекает в Республике Коми по территории района Печора. Правый приток реки Лыжа.

## География
Устье реки находится в 153 км по правому берегу реки Лыжа. Длина реки составляет 66 км. Притоки — Кузъёль, Кузъёгыръёль.

## Этимология гидронима
Название связано с топонимом Брюшинное болото, являющегося водоразделом рек Лыжа и Брюшинная. Брюшина в основе названия болота, по-видимому, метафора зыбкого места.

## Данные водного реестра
По данным государственного водного реестра России относится к Двинско-Печорскому бассейновому округу, водохозяйственный участок реки — Печора от водомерного поста у посёлка Шердино до впадения реки Уса, речной подбассейн реки — бассейны притоков Печоры до впадения Усы. Речной бассейн реки — Печора.
Код объекта в государственном водном реестре — 03050100212103000064907.